# Чередниченко Олександр Миколайович
Олекса́ндр Микола́йович Чередниче́нко (нар. 26 лютого 1958, м. Лозова Харківської області) — український художник-монументаліст, Член Національної спілки художників України (1992). Заслужений художник України (2004), Народний художник України (2021). Доцент кафедри архітектури та інженерних вишукувань Сумського національного аграрного університету. Відповідальний секретар  (1994—1997), голова правління Сумської обласної організації НСХУ (1997—2004).

## Навчання
Олександр Чередниченко закінчив Харківське державне художнє училище у 1977 році та вступив до Харківського художньо-промислового інституту. А у 1982 році закінчив факультет інтер'єру та обладнання за спеціальністю «художник декоративного мистецтва».
Вчителі з фаху: В. Лапін, Б. Косарєв, О. Мартинець, В. Сизиков.

## Творчість
Живе в місті Суми. Працює у галузі монументального та станкового живопису.
Член Національної спілки художників України з 1992 року.

### Персональні виставки
- Суми (2002, 2004, 2005). На відкритті виставки у 2004 році був присутній Віктор Ющенко.
- Ромни, Конотоп, Київ.

### Твори
Твори майстра зберігаються в Дирекції виставок Міністерства культури України, Сумському обласному художньому музеї імені Никанора Онацького, мистецькому центрі «Собор» (Суми), Чугуївській картинній галереї, Національному музеї «Київська картинна галерея», Чебоксарському державному художньому музеї (Росія, Чувашія), Ядринській картинній галереї (Росія, Чувашія), Фонді культурного надбання (Санкт-Петербург, Росія), Шосткинському, Конотопському та Роменському (Сумська область), Лозівському (Харківська область) краєзнавчих музеях, музеї ім. І. Кожедуба (Шостка, Сумська область), Державному музеї-квартирі П. Тичини (м. Київ), а також у приватних колекціях України, держав Європи, Азії, Америки, Австралії.
- «Вуличка в Герцог-Нові» (полотно, олія, 2009 р., 80х64 см.)
- «Дівчина в інтер'єрі» (полотно, олія, 2010, 100х85 см.)
- «Осінній натюрморт» (полотно, олія, 2011, 60х45 см.)
- «Весняний натюрморт» (полотно, олія, 2011, 60х70 см.)
- «Біля кузні» (полотно, олія, 2011, 50х60 см)

## Звання та нагороди
- Народний художник України (23 серпня 2021) — за значний особистий внесок у державне будівництво, зміцнення обороноздатності, соціально-економічний, науково-технічний, культурно-освітній розвиток Української держави, вагомі трудові досягнення, багаторічну сумлінну працю та з нагоди 30-ї річниці незалежності України[4]
- Заслужений художник України;
- Лауреат премії Сумської обласної ради народних депутатів у галузі образотворчого мистецтва (2001).
- Лауреат премії Сумського земляцтва в Києві ім. Миколи Макаренка (2007)[5].
- Грамота Президента України (2002).
- Почесна грамота Міністерства культури України (2004).

## Громадська діяльність
Голова Сумської обласної організації НСХУ у 1997—2004 рр. Постійний керівник групи художників Міжнародного Рєпінського пленеру в місті Чугуєві.

## Родина
Одружений, виховав доньку та сина.